# Lathen-Wahn
Lathen-Wahn ist ein 1941 gegründetes Dorf im Landkreis Emsland, Niedersachsen, und ein Teil der Gemeinde Lathen.

## Geschichte
Lathen-Wahn entstand, als das über 1000 Einwohner zählende und über 1000 Jahre alte Dorf Wahn wegen der Erweiterung des Kruppschen Schießplatzes zerstört wurde und seine Einwohner umgesiedelt wurden. 

„Wahn hieß das Dorf, Wahnsinn war es, was ihm widerfuhr: Um ihr Waffenpotential ungehemmt erproben zu können, ließen die braunen Machthaber 1942 ein ganzes Dorf dem Erdboden gleichmachen. Die 1007 Einwohner wurden, 1938 beginnend, evakuiert und in alle Winde zerstreut.“

 35 Familien fanden ihre neue Heimat fünf Kilometer weiter westlich in „Neu-Wahn“, dem heutigen Lathen-Wahn. Die Bauern, deren Wiesen und Äcker häufig weit auseinander gelegen hatten, erhielten jetzt eine zusammenhängende Fläche. Auch Familien, die bis dahin noch zur Miete gewohnt hatten, kamen zu einem eigenen Heim. Die neue Siedlung bildete eine geschlossene Ortschaft, die durch den damaligen Oberpräsidenten von Hannover durch Verfügung vom 18. März 1941 amtlich die Benennung „Lathen-Wahn“ erhielt. Lathen-Wahn wurde der politischen Gemeinde Lathen zugeordnet. Die Bewohner sind durch Mandatsträger im Gemeinde- und Samtgemeinderat vertreten. 
Nach dem Umzug traten Probleme auf. Gewohnt, Kirche und Schule im Dorf zu haben, mussten jetzt weite Wege in Kauf genommen werden. Die Kinder gingen in Lathen zur Schule, Gottesdienstbesucher mussten den Kirchweg nach Lathen zurücklegen. In dieser Notsituation schlossen sich die Neubürger mit den Bewohnern der Ortsteile Rupennest, Rupennest-Siedlung, Kathen-Siedlung und Ströhn zusammen und legten so die Grundlage für eine eigenständige Kirchen- und Schulgemeinschaft.

## Bauwerke

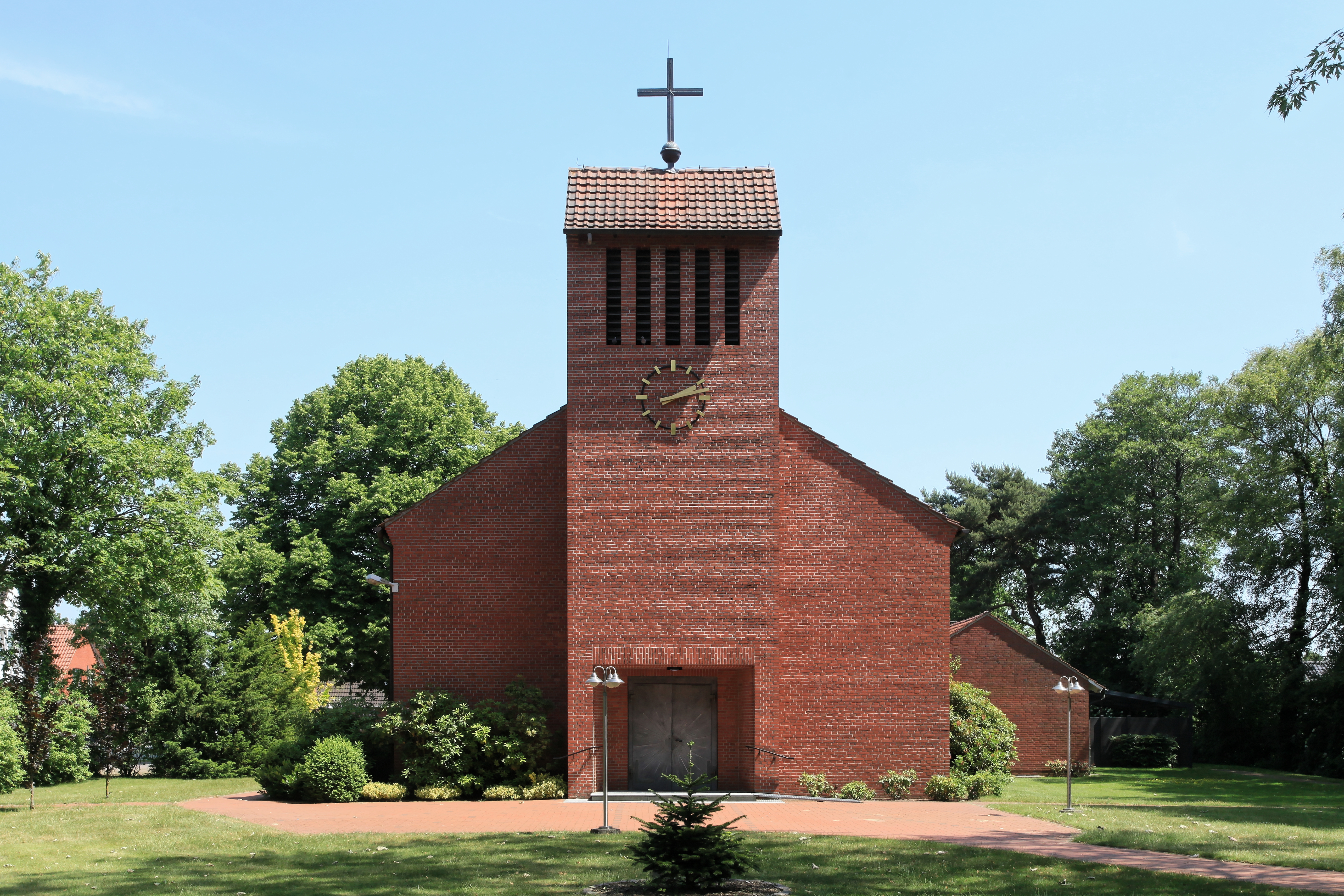
Kirche St. Antonius

Die Kirche St. Antonius in Lathen-Wahn wurde 1953 fertiggestellt. An der linken Seite des Altarraumes befindet sich ein hochrechteckiges Bleiglas-Fenster, das von Johannes Beeck gestaltet wurde (1964).

## Sport
In Lathen-Wahn gibt es einen 1949 nach der Umsiedlung erneut gegründeten Schützenverein und eine 1980 neu gegründete Spielvereinigung.